# Слышишь — это я…
«Слышишь — это я…» — восьмой студийный альбом российской певицы Кристины Орбакайте, выпущенный 29 мая 2008 года на лейбле «Мистерия звука».

## Об альбоме
В альбом было включено несколько уже известных на момент выхода песен: «Спичка» и «Я это вижу», а также композиции «Опять метель» из фильма «Ирония судьбы. Продолжение», «Я нарисую» из фильма «Любовь-морковь» и «Ангел-хранитель» из телесериала «Врачебная тайна». 
Помимо прочего, для альбома был записан дуэт с Сергеем Мазаевым «Тайна», а также песня из репертуара Софии Ротару «Только тебе» авторства Оскара Фельцмана на слова Роберта Рождественского.
В специальном издании альбома были добавлены видеоклипы на песни «Спичка», «Я нарисую» и «Солнце».

## Отзывы критиков
| Оценки критиков | Оценки критиков |
| Источник        | Оценка          |
| --------------- | --------------- |
| InterMedia      | [ 2 ]           |
| Взгляд          | 7/10            |

Алексей Мажаев в своей рецензии для InterMedia заявил, что Орбакайте в своём творчестве делает ставку на стильность и качество. Он отметил, что на диске нет «дежурных песен» и «откровенного порожняка», поскольку композиторы, работавшие над альбомом, явно учитывали её манеру и стиль. Особенно от отметил трек «Только тебе», в котором Орбакайте, по его мнению, встает на одну доску с Аллой Пугачёвой в её лучшие годы — из-за актёрства, трагизма, звучащего голоса, он также добавил, что если хотя бы половина альбома «Слышишь…» была составлена из песен, сравнимых с этой, то это был бы лучший диск года.
В обзоре для газеты «Взгляд» Гуру Кен констатировал, что подростковый комплекс дистанцирования от родителей у Орбакайте не прошёл и она до сих пор выбирает те песни, которые идеально подошли бы для исполнения её матерью, Аллой Пугачёвой. Как он считает, хорошим песням, в которых наличествуют переживания лирической героини, это только вредит, поскольку в них она пытается представить пение Пугачёвой «в предлагаемых обстоятельствах». В то же время в поп и танцевальных песнях, по его мнению, Кристина раскрепощена и выдает яркие зарисовки. В конце он заявил, что песни «Опять метель» и «Только тебе» звучат мощнее всего нынешнего уровня репертуара Орбакайте. 

## Список композиций
| №   | Название                                | Текст песни                         | Музыка                  | Длительность |
| --- | --------------------------------------- | ----------------------------------- | ----------------------- | ------------ |
| 1.  | «Солнце»                                | Александр Ружицкий                  | Александр Ружицкий      | 3:23         |
| 2.  | «Я это вижу»                            | Олег Попков                         | Олег Попков             | 3:36         |
| 3.  | «Спичка»                                | Александр Ружицкий                  | Александр Ружицкий      | 3:18         |
| 4.  | «Опять метель» (дуэт с Аллой Пугачёвой) | Джахан Поллыева, Константин Меладзе | Константин Меладзе      | 3:41         |
| 5.  | «Снег»                                  | Андрей Губин                        | Андрей Губин            | 4:19         |
| 6.  | «Слышишь — это я…»                      | Артур А’Ким                         | Вячеслав Хусид          | 3:44         |
| 7.  | «Я нарисую»                             | Grace, Аркадий Укупник, Артур А’Ким | Аркадий Укупник         | 3:49         |
| 8.  | «Догони»                                | Ольга Шамис                         | Сергей Сорокин          | 3:54         |
| 9.  | «Только тебе»                           | Роберт Рождественский               | Оскар Фельцман          | 4:25         |
| 10. | «Тайна» (дуэт с Сергеем Мазаевым)       | Павел Жагун                         | Николай Девлет-Кильдеев | 3:42         |
| 11. | «Поговорим»                             | Леона Войналович                    | Вячеслав Тюрин          | 3:38         |
| 12. | «Замуж»                                 | Зиновий Попроцкий                   | Сергей Сорокин          | 4:09         |
| 13. | «Ангел-хранитель»                       | Андрей Ордынец                      | Владимир Бородин        | 3:15         |

## Участники записи
- Кристина Орбакайте — вокал
- Олег Шаумаров — аранжировка (1)
- Олег Оленев — аранжировка (2)
- Анатолий Лопатин — аранжировка (3, 6), музыкальный продюсер (1—4, 6, 13)
- Андрей Иванов — аранжировка (8, 12), звукорежиссёр, сведение (10), музыкальный продюсер (8, 12)
- Константин Смирнов — аранжировка (10)
- Андрей Слончинский — аранжировка (11)
- Михаил Клягин — балалайка, гитара (8, 12)
- Алексей Лебедев — бас-гитара (8, 12)
- Наталья Сигаева — бэк-вокал (1—3, 6)
- Николай Масальский — бэк-вокал (8, 12)
- Андрей Рембо — звукорежиссёр (1—3, 6), мастеринг
- Андрей Губин — звукорежиссёр (5)
- Геннадий Верник — звукорежиссёр (5)
- Тарас Ващишин — звукорежиссёр (5)
- Алексей Сахаров — мастеринг (8, 12)
- Геннадий Вдовенко — мастеринг (8, 12)
- Дмитрий Полин — дизайн звуковых эффектов (8, 12)
- Сергей Сорокин — музыкальный продюсер, саунд-продюсер (8, 12)
- Феликс Ильиных — музыкальный продюсер (9)
- Вячеслав Тюрин — музыкальный продюсер (11)
- Андрей Аспидов — запись, сведение (11)

Альбом записан и сведён на студиях в Москве: «Братья Гримм» (1—3, 5, 6), Константина Меладзе (4), «Олимпик» (7), «Студия на Таганке» (8, 12), «Vi Sound» (9), Павла Слободкина (10), «Reflexmusic» (11) и «Мьюзик Про» (13).